# ミサ曲 (シューマン)
ミサ曲 ハ短調 作品147は、ローベルト・シューマンが作曲したミサ曲である。一般に『ミサ・サクラ』と呼ばれている。

## 作曲の経緯
1852年2月13日から3月30日にかけて作曲され、一旦完成した。その後1853年3月23日に「オッフェルトリウム」が付け加えられて現在の形となった。

## 初演
作曲者存命中に全曲初演は実現せず、デュッセルドルフにおいて1853年4月20日に部分初演が行われたのみであった。作曲者の死から6年後の1862年にクララ・シューマンの呼びかけで全曲初演が実現した。出版も1862年まで持ち越された。

## 編成
ソプラノ・テノール・バス独唱、混声合唱、フルート2、オーボエ2、クラリネット2、ファゴット2、ホルン2、トランペット2、トロンボーン3、ティンパニ1対、弦楽五部、オルガン。

## 作品の概要
シューベルトとブルックナーの宗教音楽の橋渡し的な存在として近年再評価が進んでいる。

### キリエ (Kyrie)
Ziemlich langsam ハ短調、4分の4拍子。弦楽器による暗く重い序奏に続いて合唱が「主よ、憐れみたまえ」と2拍ずつ遅れて次々と歌い始める。時折ホモフォニックな動きになるが、多くの部分がパート同士の応答の形で書かれており、対位法的である。後半に行くに従って次第に動きに統一感が生じ始め、ホモフォニックな動きとなる。静かに「憐れみたまえ……」と唱和し、ハ長調主和音上に消えてゆく。

### グローリア (Gloria)
Lebhaft, nicht zu schnell ハ長調、4分の4拍子。弦楽器の上行音形とともに合唱が付点リズムの力強い旋律を歌い始める。やがてフガートを形成し、再び冒頭が再現され、突如静かになって「地には平和……」と新しい旋律を頻繁に転調しながら歌い、冒頭が再現されるとやや速度を落とし、「御身を讃えまつらん……」とニ短調やイ短調に転じながら歌ってゆく。ソプラノ独唱と合唱が歌いかわす。さらに速度を落とし、「主なる神、天の王」と男声の先導で厳かに歌う。しばらくこの部分が続き、静かになって消えてゆくとオーケストラが一気に盛り上がり、テンポを速めて2分の2拍子で「御身のみぞ聖にして……」と歌い、テノールの先導で時折「アーメン」を挟みながら壮大なフーガを形成する。最後は合唱が「アーメン!」を高らかに唱和して曲を閉じる。

### クレド (Credo)
Maessig bewegt 変ホ長調、2分の3拍子。弦楽器の先導で合唱が次々に「われ信ず」と歌い、厚みを増してゆく。冒頭音形が支配的な音楽がしばらく続くが、ホモフォニックな動きとなり、静かにハ短調に転じる。しかし突如ハ長調、4分の4拍子となり、「三日ののちに蘇り……」と歌う。2分の3拍子に戻ってト短調で冒頭の旋律を再現し、変ホ長調に戻って速度を上げ、冒頭の「われ信ず」という下降音形と「来るべき永久の生を信ず」という主題によるフーガを形成し、「アーメン!」を唱和して静かに曲を閉じる。

### オッフェルトリウム (Offertorium)
変イ長調。マリア賛歌。合唱とオーケストラはここでは演奏しない。オルガンとチェロのソロの先導でソプラノ独唱が「全く美しき御身マリア……」とやや憂いを含んで歌い始める。次第に明るさを増し、静かに歌い収める。

### サンクトゥス (Sanctus)
Langsam 変イ長調。2分の4拍子。弦楽器の下降音形を伴って合唱が「聖なるかな」と静かに歌い始める。静かにそのまま消えてゆくと見せかけて突如速度を上げ、2分の2拍子で「御身の栄光は天と地に充ち充てり!」と高らかに歌う。やや舞曲的な性格を帯びる。4分の3拍子に転じて「いと高きところに栄えあれ!」と歌い、一つの頂点を築く。すると速度を落とし、オルガンの先導でテノール独唱が「祝福あれ、主の御名に依りて来る者に」とト短調でやや悲痛に歌う。合唱が加わる。今度はバス独唱が「おお、救いなる聖なるパンよ」と変ホ長調で荘重に歌う。合唱がこれを受け継ぐと変イ長調に戻って冒頭の音楽が再現され、再び速度を速めて2分の2拍子となり、弦楽器のシンコペーションに導かれて「アーメン」フーガをソプラノが開始する。壮麗かつ複雑なフーガはついに一つの動きに収束され、「アーメン!」を高らかに唱和して曲を閉じる。なお、この章においてシューマンはテキストをやや自由に扱い、通常の形には無いテキストの反復・再現を行っている。

### アニュス・デイ (Agnus Dei)
Zienlich langsam ハ短調。4分の6拍子。2つの旋律が絡み合いながら「世の罪を取り除く神の子羊……」と歌い進める。「我らを憐れみたまえ」というあたりからややホモフォニックな動きとなり、どっしりと一旦歌い収めるとやや速度を速めて2分の2拍子で「我らに平安を」と変イ長調で歌い始める。転調を重ねてハ長調に転じ、合唱が最後の歌いおさめを行い、ハ長調主和音上に静かに終結する。

## エピソード
ブルックナーは、リンツ大聖堂のオルガニストを務めていた時期に、エドゥアルト・ハンスリックからこの曲のスコアを贈られた。ブルックナーはこのスコアをつぶさに研究し、その成果はミサ曲第2番、第3番として結実した。特に第3番は曲想などにもやや影響していることが聴き取れる。